# 黑點兵鯰
黑點兵鯰為輻鰭魚綱鯰形目美鯰科的其中一種，為熱帶淡水魚。分布於南美洲圭亞那沿岸淡水流域，體長可達5.1公分，棲息在底層水域，以蠕蟲、甲殼類、昆蟲與植物為食，生活習性不明，可做為觀賞魚。

## 扩展阅读
維基物種上的相關：黑點兵鯰